# Lijst van koepelspinnen
Deze pagina somt alle soorten op uit de familie der fluweelspinnen (Eresidae).

## Adonea
Adonea Simon, 1873
- Adonea fimbriata Simon, 1873

## Dorceus
Dorceus C. L. Koch, 1846
- Dorceus albolunulatus (Simon, 1876)
- Dorceus fastuosus C. L. Koch, 1846
- Dorceus latifrons Simon, 1873
- Dorceus quadrispilotus Simon, 1908
- Dorceus trianguliceps Simon, 1910

## Dresserus
Dresserus Simon, 1876
- Dresserus aethiopicus Simon, 1909
- Dresserus angusticeps Purcell, 1904
- Dresserus armatus Pocock, 1901
- Dresserus bilineatus Tullgren, 1910
- Dresserus collinus Pocock, 1900
- Dresserus colsoni Tucker, 1920
- Dresserus darlingi Pocock, 1900
- Dresserus elongatus Tullgren, 1910
- Dresserus fontensis Lawrence, 1928
- Dresserus fuscus Simon, 1876
- Dresserus kannemeyeri Tucker, 1920
- Dresserus laticeps Purcell, 1904
- Dresserus murinus Lawrence, 1927
- Dresserus namaquensis Purcell, 1908
- Dresserus nasivulvus Strand, 1907
- Dresserus nigellus Tucker, 1920
- Dresserus obscurus Pocock, 1898
- Dresserus olivaceus Pocock, 1900
- Dresserus rostratus Purcell, 1908
- Dresserus schreineri Tucker, 1920
- Dresserus schultzei Purcell, 1908
- Dresserus sericatus Tucker, 1920
- Dresserus subarmatus Tullgren, 1910
- Dresserus tripartitus Lawrence, 1938

## Eresus
Eresus Walckenaer, 1805
- Eresus albopictus Simon, 1873
- Eresus algericus El-Hennawy, 2004
- Eresus cinnaberinus Olivier, 1789
- Eresus crassitibialis Wunderlich, 1987
- Eresus granosus Simon, 1895
- Eresus jerbae El-Hennawy, 2005
- Eresus kollari Rossi, 1846
  - Eresus kollari bifasciatus Ermolajev, 1937
  - Eresus kollari frontalis Latreille, 1819
  - Eresus kollari ignicomus Simon, 1914
  - Eresus kollari latefasciatus Simon, 1910
  - Eresus kollari tricolor Simon, 1873
- Eresus lavrosiae Mcheidze, 1997
- Eresus moravicus Rezác, 2008
- Eresus pharaonis Walckenaer, 1837
- Eresus robustus Franganillo, 1918
- Eresus rotundiceps Simon, 1873
- Eresus ruficapillus C. L. Koch, 1846
- Eresus sandaliatus (Martini & Goeze, 1778)
- Eresus sedilloti Simon, 1881
- Eresus semicanus Simon, 1908
- Eresus solitarius Simon, 1873
- Eresus walckenaeri Brullé, 1832
  - Eresus walckenaeri moerens C. L. Koch, 1846

## Gandanameno
Gandanameno Lehtinen, 1967
- Gandanameno echinata (Purcell, 1908)
- Gandanameno fumosa (C. L. Koch, 1837)
- Gandanameno inornata (Pocock, 1898)
- Gandanameno purcelli (Tucker, 1920)
- Gandanameno spenceri (Pocock, 1900)

## Loureedia
Loureedia Miller e.a., 2012
- Loureedia annulipes (Lucas, 1856)

## Paradonea
Paradonea Lawrence, 1968
- Paradonea parva (Tucker, 1920)
- Paradonea splendens (Lawrence, 1936)
- Paradonea striatipes Lawrence, 1968
- Paradonea variegata (Purcell, 1904)

## Seothyra
Seothyra Purcell, 1903
- Seothyra annettae Dippenaar-Schoeman, 1991
- Seothyra barnardi Dippenaar-Schoeman, 1991
- Seothyra dorstlandica Dippenaar-Schoeman, 1991
- Seothyra fasciata Purcell, 1904
- Seothyra griffinae Dippenaar-Schoeman, 1991
- Seothyra henscheli Dippenaar-Schoeman, 1991
- Seothyra longipedata Dippenaar-Schoeman, 1991
- Seothyra louwi Dippenaar-Schoeman, 1991
- Seothyra neseri Dippenaar-Schoeman, 1991
- Seothyra perelegans Simon, 1906
- Seothyra roshensis Dippenaar-Schoeman, 1991
- Seothyra schreineri Purcell, 1903
- Seothyra semicoccinea Simon, 1906

## Stegodyphus
Stegodyphus Simon, 1873
- Stegodyphus africanus (Blackwall, 1866)
- Stegodyphus bicolor (O. P.-Cambridge, 1869)
- Stegodyphus dufouri (Audouin, 1826)
- Stegodyphus dumicola Pocock, 1898
- Stegodyphus hildebrandti (Karsch, 1878)
- Stegodyphus hisarensis Arora & Monga, 1992
- Stegodyphus lineatus (Latreille, 1817)
- Stegodyphus lineifrons Pocock, 1898
- Stegodyphus manaus Kraus & Kraus, 1992
- Stegodyphus manicatus Simon, 1876
- Stegodyphus mimosarum Pavesi, 1883
- Stegodyphus mirandus Pocock, 1899
- Stegodyphus nathistmus Kraus & Kraus, 1989
- Stegodyphus pacificus Pocock, 1900
- Stegodyphus sabulosus Tullgren, 1910
- Stegodyphus sarasinorum Karsch, 1891
- Stegodyphus simplicifrons Simon, 1906
- Stegodyphus tentoriicola Purcell, 1904
- Stegodyphus tibialis (O. P.-Cambridge, 1869)
- Stegodyphus tingelin Kraus & Kraus, 1989